# Wolfram Heicking
Wolfram Heicking (* 19. Mai 1927 in Leipzig; † 19. August 2023 in Stahnsdorf) war ein deutscher Komponist, Musikwissenschaftler und Hochschullehrer.

## Biografie
Wolfram Heicking studierte von 1946 bis 1951 an der Leipziger Hochschule für Musik und Theater bei Hugo Steurer Klavier, Musiktheorie bei Paul Schenk und Komposition bei Wilhelm Weismann. An der Universität Leipzig war er Student der Musikwissenschaften bei Walter Serauky. Heicking promovierte 1959 mit der Arbeit Die Entwicklung von Klangvorstellungen. Seine berufliche Tätigkeit begann er 1951 als wissenschaftlicher Assistent am Institut für Musikerziehung der Humboldt-Universität zu Berlin. Ab 1952 war er Dozent für Tonsatz an der Hochschule für Musik „Hanns Eisler“ Berlin. 1969 wurde er zum Professor ernannt.
Wolfram Heickings kompositorisches Werk ist umfangreich. In seiner Musik verbinden sich verschiedene Stile und Epochen organisch miteinander. Elemente von Jazz und Pop werden mit klassischen Formen verknüpft und ergeben eine Synthese. Er schrieb Instrumentalmusik, Bühnenwerke, Songs sowie zahlreiche Hörspiel- und Filmmusiken. Wolfram Heicking arbeitete und produzierte mit Gisela May, Kurt Masur, Manfred Krug, Jochen Kowalski und den „Philharmonischen Geigen“ der Berliner Philharmoniker. Er lebte bis August 2023 als freischaffender Komponist in Kleinmachnow bei Berlin.

## Bedeutung
Als Hochschullehrer hat Wolfram Heicking viele später erfolgreiche Musiker und Komponisten ausgebildet, darunter Arnold Fritzsch, Günther Fischer, Barbara Thalheim, Lutz Glandien, Jürgen Ecke und Ralf Petersen. Sein Bemühen, eine Brücke zwischen E- und U-Musik zu schlagen, hat vor allem die Künstler der jüngeren Generation beeindruckt. Sein Lied Wenn du schläfst, mein Kind, gesungen von Manfred Krug und begleitet von Günther Fischer, wurde zu einem Evergreen und demonstriert beispielhaft die Verbindung unterschiedlicher musikalischer Stile.

## Filmmusik
Heicking war auch als Komponist für Filmmusiken tätig.
- 1966: Spur der Steine
- 1966: Pankoff
- 1967: Hochzeitsnacht im Regen
- 1967: Meine Freundin Sybille
- 1968: Wir lassen uns scheiden
- 1968: Schüsse unterm Galgen
- 1969: Jungfer, Sie gefällt mir
- 1973: Den Wolken ein Stück näher (Fernsehfilm)
- 1974: Der erste Urlaubstag (Fernsehfilm)
- 1978: Anton der Zauberer
- 1979: Die Rache des Kapitäns Mitchell
- 1981: Asta, mein Engelchen
- 1987: Wie die Alten sungen…
- 1998: Abgehauen

## Partituren für das Heitere Musiktheater der DDR
- Rund ist die Welt, Operette von Klaus Eidam, Uraufführung: 1. Juni 1961, Städtische Theater Leipzig – Kleines Haus Dreiindenstraße

## Bücher
- Die seltsamen Geschichten von Franz Müller und seinen Tieren. Ausgedacht und aufgeschrieben von Wolfram Heicking. Nora, 2005, ISBN 978-3-86557-032-1.
- Wiederholen <> Verändern – Gestaltungsprinzip in der Musik. Eine Lektion in Tonsatz, Harmonielehre und musikalischer Dramaturgie. Kamprad, Altenburg 2018, ISBN 978-3-95755621-9.

## Buchbeiträge
- Musikalische Technik und Wirkung von Musik. In: Kassette 3. Ein Almanach für Bühne, Podium und Manege. Herausgegeben von Ernst Günther, Heinz P. Hofmann und Walter Rösler. Henschelverlag Kunst und Gesellschaft, Berlin 1979, S. 226–239.

## Auszeichnungen
- Kunstpreis der DDR (1973)
- Vaterländischer Verdienstorden in Gold (1974)
- Goethepreis der Stadt Berlin (1977)
- Nationalpreis der DDR (1979)
- Ehrenspange zum Vaterländischen Verdienstorden in Gold (1987)